# Dorian Godon
Dorian Godon   (Vitry-sur-Seine, 25 de maig de 1996) és un ciclista francès, professional des del 2017. Actualment corre a l'equip AG2R Citroën. El juny de 2021 anuncià la renovació del seu contracte fins al 2024. En el seu palmarès destaca la victòria a la París-Camembert de 2020 i 2021 i la Fletxa Brabançona de 2023.

## Palmarès
- 2018
  - Vencedor d'una etapa als Boucles de la Mayenne
- 2019
  - Vencedor d'una etapa als Boucles de la Mayenne
- 2020
  - 1r a la París-Camembert
- 2021
  - 1r a la Copa de França
  - 1r a la París-Camembert
  - 1r al Tour del Doubs
  - Vencedor d'una etapa al Tour del Llemosí
- 2023
  - 1r a la Fletxa Brabançona
  - 1r al Giro del Vèneto
- 2024
  - Vencedor de 2 etapes al Tour de Romandia
- 2025
  - Campió de França en ruta
  - Vencedor d'una etapa al Tour dels Alps Marítims

### Resultats a la Volta a Espanya
- 2019. 77è de la classificació general
- 2020. 38è de la classificació general
- 2023. 51è de la classificació general

### Resultats al Tour de França
- 2021. 75è de la classificació general
- 2024. 82è de la classificació general

### Resultats al Giro d'Itàlia
- 2025. 84è de la classificació general